# Notochthiphila collessi
Notochthiphila collessi är en tvåvingeart som beskrevs av Tanasijtshuk 1996. Notochthiphila collessi ingår i släktet Notochthiphila och familjen markflugor. Inga underarter finns listade i Catalogue of Life.